# خورخي نيجري
خورخي نيجري (بالإسبانية: Osvaldo Negri)‏ هو لاعب كرة قدم أرجنتيني في مركز حراسة المرمى، ولد في 30 نوفمبر 1932 في بوينس آيرس في الأرجنتين. لعب مع نادي راسينغ.

## وصلات خارجية
- خورخي نيجري على موقع ناشيونال فوتبول تيمز (الإنجليزية)